# Nicotiana longibracteata
Nicotiana longibracteata är en potatisväxtart som beskrevs av Rodolfo Amando Philippi. Nicotiana longibracteata ingår i släktet tobak, och familjen potatisväxter. Inga underarter finns listade i Catalogue of Life.